# Cretodytes
Cretodytes là một chi bọ cánh cứng trong họ Dytiscidae.
Chi này được Ponomarenko miêu tả khoa học năm 1977.

## Các loài
Chi này gồm các loài:
- Cretodytes latipes Ponomarenko, 1977